# Lug (zeu)

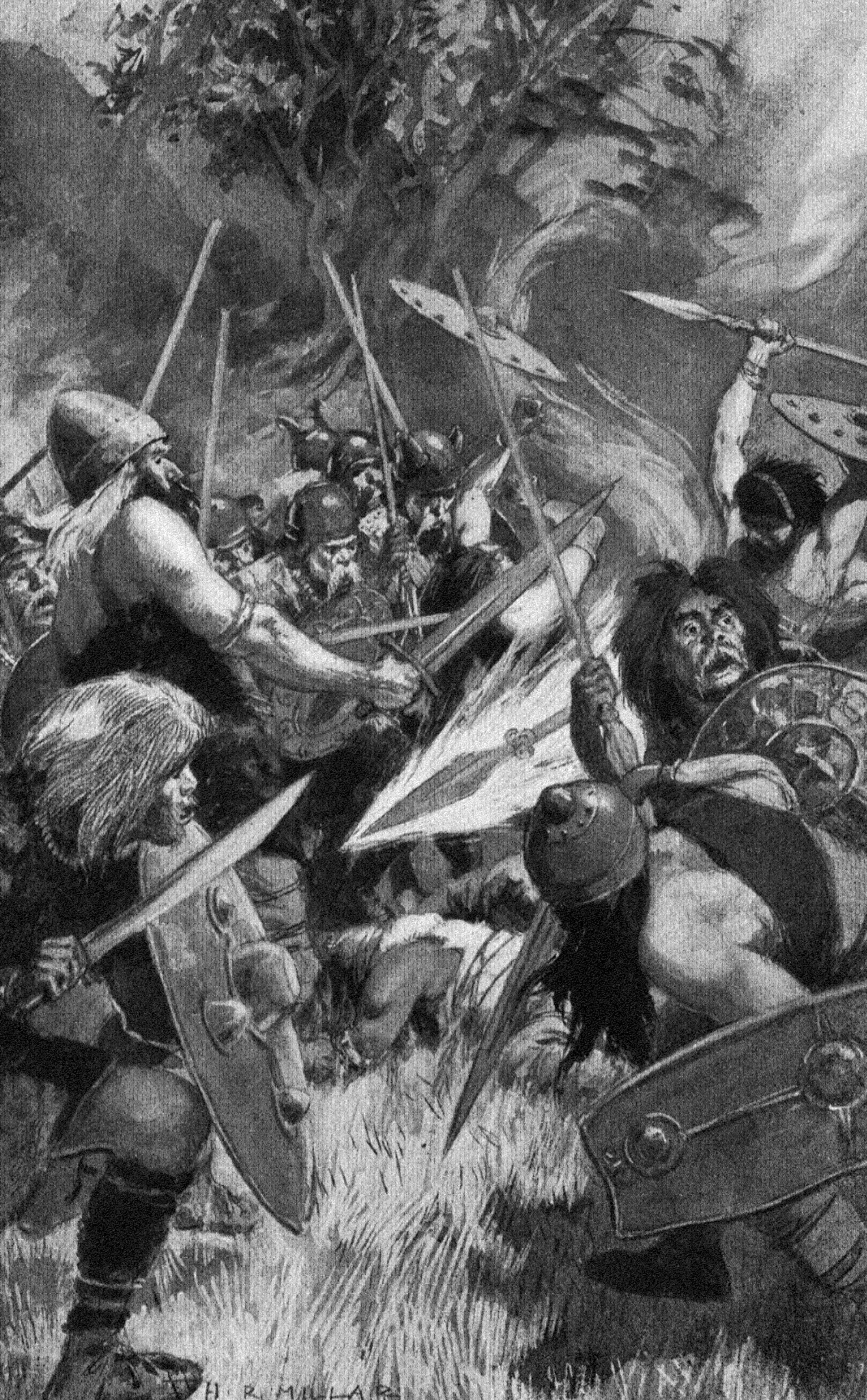

În mitologia celtică (vezi mitologie celtică), Lug este zeul atotștiutor universal, cel mai puternic dintre divinitățile celtice. Zeu al soarelui și al luminii, Lug este în același timp războinic, vrăjitor și inventatorul tuturor artelor, științelor și tehnicilor. Sulița lui fermecată aruncă fulgere și bubuie ca tunetul. Animalul care îl reprezintă este corbul, care încarnează atât lumea celestă, cât și pe cea a tenebrelor, datorită culorii sale negre. Lug reunește cele două lumi, viața și moartea, spiritul și materia, contrariile. El însuși este fiul zeului Diancecht și al fiicei regelui fomor Balor (vezi Fomorii), reprezentantul unei rase venite din Infern, deși este zeul luminii.